# Resolutie 897 Veiligheidsraad Verenigde Naties
Resolutie 897 van de Veiligheidsraad van de Verenigde Naties werd unaniem aangenomen op 4 februari 1994.

## Achtergrond
In 1960 werden de voormalige kolonies Brits Somaliland en Italiaans Somaliland onafhankelijk en samengevoegd tot het nieuwe land Somalië. In 1969 greep het leger de macht en werd Somalië een socialistisch-islamitisch
land. In de jaren 1980 leidde het verzet tegen het totalitair geworden regime tot een burgeroorlog en in 1991 viel het centrale regime. Vanaf dan beheersten verschillende groeperingen elke een deel van het land en enkele delen scheurden zich ook af van Somalië.

## Inhoud

### Waarnemingen
De Veiligheidsraad bevestigde zijn beslissing om de
UNOSOM II-missie voort te zetten tot 31 mei 1994. Die missie zou tegen maart 1995 worden
afgerond. Het was van belang dat alle partijen de verplichtingen en akkoorden die ze aangingen nakwamen.
De (vredes)Akkoorden van Addis Ababa waren de basis voor de oplossing van het conflict.
Er was gerapporteerd dat de Somalische fracties zich herbewapenden en troepen opbouwden. De voortdurende
incidenten met gevechten en misdaad en het geweld tegen hulpverleners en vredeshandhavers werden veroordeeld.
Om tot vrede te komen moesten alle partijen ontwapenen. De Veiligheidsraad huldigde allen die waren omgekomen
en benadrukte nogmaals het belang dat gehecht werd aan hun veiligheid.
Daarnaast was het belangrijk dat de Somaliërs districtsraden en regionale raden, een nationale raad, een
politiemacht en een juridisch systeem oprichtten. De toezegging van de internationale gemeenschap
om te helpen met de verzoening en heropbouw werd bevestigd. Intussen bleef de uitzonderlijke situatie in
Somalië een bedreiging voor de vrede en veiligheid.

### Handelingen
De Veiligheidsraad wijzigde het mandaat van UNOSOM II als volgt:
- helpen met de uitvoering van de vredesakkoorden; vooral bij de ontwapening en respect voor het staakt-het-vuren,
- havens, luchthavens, infrastructuur en communicatielijnen beschermen,
- hulpgoederen leveren,
- helpen met de reorganisatie van politie en justitie,
- helpen met de terugkeer en huisvesting van vluchtelingen en ontheemden,
- helpen met het politieke proces dat tot een democratisch verkozen regering moet leiden,
- VN- en hulporganisaties beschermen.

De Veiligheidsraad autoriseerde ook een geleidelijke versterking van de troepenmacht tot 22.000.
Veilige regio's van Somalië kregen prioriteit bij de heropbouw. Ook ontmijning was van belang en de
secretaris-generaal, Boutros Boutros-Ghali, werd gevraagd daar zo snel mogelijk mee te beginnen.
De Somalische partijen moesten samenwerken met UNOSOM II, het staakt-het-vuren respecteren en zich onthouden
van geweld tegen VN- en humanitair personeel. Ook bleef het wapenembargo tegen Somalië gelden.
De secretaris-generaal moest in samenspraak met de Organisatie van Afrikaanse Eenheid en de Arabische Liga
contacten leggen met de partijen om tot een akkoord te komen over een tijdsschema voor de uitvoering van de
Akkoorden van Addis Ababa. Dat proces moest tegen maart 1995 worden voltooid. Ten slotte werd aan Boutros Boutros-Ghali gevraagd ruim
voor 31 mei te rapporteren over de situatie.

## Verwante resoluties
- Resolutie 885 Veiligheidsraad Verenigde Naties (1993)
- Resolutie 886 Veiligheidsraad Verenigde Naties (1993)
- Resolutie 923 Veiligheidsraad Verenigde Naties
- Resolutie 946 Veiligheidsraad Verenigde Naties

Lijst ·  893 ·  894 ·  895 ·  896 ·  897 ·  898 ·  899 ·  900 ·  901 ·  902 ·  903 ·  904 ·  905 ·  906 ·  907 ·  908 ·  909 ·  910 ·  911 ·  912 ·  913 ·  914 ·  915 ·  916 ·  917 ·  918 ·  919 ·  920 ·  921 ·  922 ·  923 ·  924 ·  925 ·  926 ·  927 ·  928 ·  929 ·  930 ·  931 ·  932 ·  933 ·  934 ·  935 ·  936 ·  937 ·  938 ·  939 ·  940 ·  941 ·  942 ·  943 ·  944 ·  945 ·  946 ·  947 ·  948 ·  949 ·  950 ·  951 ·  952 ·  953 ·  954 ·  955 ·  956 ·  957 ·  958 ·  959 ·  960 ·  961 ·  962 ·  963 ·  964 ·  965 ·  966 ·  967 ·  968 ·  969